# Gabriel Lecreps
 (décembre 2017).
Léon Gabriel Camille Lecreps, né le 17 mai 1809 à Jemappes et mort le 1er mai 1857 à Mons, est un industriel et homme politique belge.

## Biographie
Gabriel Lecreps est le fils de François Lecreps, négociant en charbon, conseiller provincial, et de Marie Ortegat. Beau-frère de Jules Brabant et d'Alfred Henri Louis Legrand-Lecreps (neveu d'Henri De Gorge et héritier du Grand-Hornu), il épouse Rose Duvivier, fille du général Vincent Duvivier et nièce d'Auguste Désiré de Thuin.
Industriel charbonnier, en lien avec le Grand-Hornu, il devient représentant libéral de l'arrondissement de Mons en 1837 et continue d'exercer ce mandat jusqu'en juin 1839.

## Mandats et fonctions
- Membre du Conseil provincial de Hainaut
- Membre de la Chambre des représentants de Belgique : 1837-1839

## Sources
- Jean-Luc de Paepe (dir.) et Christiane Raindorf-Gérard (dir.), Académie royale des sciences, des lettres et des beaux-arts de Belgique, Le Parlement belge, 1831-1894, Bruxelles, Commission de la biographie nationale, Académie royale de Belgique, 1996, xxxvii-645 (ISBN 2-8031-0140-8 et 9782803101405, OCLC 499728264), p. 383.
- Marie-Nicolas Bouillet et F. Parent, Dictionnaire universel et classique d'histoire et de géographie, Bruxelles, Parent, 1852 (OCLC 841296464), p. 203.
- Charles Rousselle, Biographie montoise du XIXe siècle, Mons, 1900